# حامول سكري
حامول سكري (الاسم العلمي:Cuscuta saccharata) هو نوع من النباتات يتبع جنس الحامول من الفصيلة المحمودية.